# Politikreds
 Denne artikel omhandler overvejende eller alene danske forhold. Hjælp gerne med at gøre artiklen mere almen.
En politikreds er geografiske enhed, som politiets myndighed udøves gennem. Denne inddeling benyttes bl.a. i Danmark, på Færøerne og i Grønland.

## Politikredse i Danmark
Danmark er delt op i 12 politikredse. Hver kreds ledes af en politidirektør bistået af en vicepolitidirektør. Til politidirektøren refererer en chefpolitiinspektør, der er chef for politiet, og en chefanklager, der er chef for anklagemyndigheden. Disse 4 personer udgør politikredsens topledelse. Der er regionale afvigelser: København, som er landets største politikreds, har således to vicepolitidirektører. Bornholm, som er landets mindste politikreds, har ingen vicepolitidirektør, idet den opgave varetages af chefanklageren. Politikredsen på Færøerne og kredsen i Grønland er hver ledet af en politimester.
Hver politikreds har en hovedpolitistation, der er døgnbemandet, samt et antal øvrige politistationer.
Færøerne og Grønland udgør hver en politikreds, mens Danmark er delt i 12 politikredse. Dermed er der 14 politikredse i Rigsfællesskabet. Før Strukturreformen var der 54 politikredse i Danmark.
- Nordjyllands Politi
- Østjyllands Politi
- Midt- og Vestjyllands Politi
- Sydøstjyllands Politi
- Syd- og Sønderjyllands Politi
- Fyns Politi
- Midt- og Vestsjællands Politi
- Sydsjællands og Lolland-Falsters Politi
- Nordsjællands Politi
- Københavns Vestegns Politi
- Københavns Politi
- Bornholms Politi
- Færøernes Politi
- Grønlands Politi

## Politikredse i Storbritannien
Storbritannien er inddelt i 45 såkaldte territorial police forces (på dansk territoriale politistyrker).
I England er der 39 politikredse, der svarer til de engelske amter på nær at nogen af dem er slået sammen. For eksempel betjenes Lancashire af Lancashire Constabulary, mens East og West Sussex betjenes af Sussex Police. I Wales er der 4 politikredse, der hver især består af flere administrative områder. Nordirland udgør en enkel politikreds, der betjenes af the Police Service of Northern Ireland. Skotland udgør en enkel politikreds, der betjenes af Police Scotland, men var indtil 2013 inddelt i 8 politikredse (en).
Se engelsk Wikipedia for detaljer: List of law enforcement agencies in the United Kingdom, Crown dependencies and British Overseas Territories#Territorial police forces.